# Ammothea sextarticulata
Ammothea sextarticulata är en havsspindelart som beskrevs av Munilla-León, T. 1989. Ammothea sextarticulata ingår i släktet Ammothea och familjen Ammotheidae. Inga underarter finns listade i Catalogue of Life.